# Corynorhinus leonpaniague
El 21 de febrero de 2024 la Revista científica PloS One publicó una investigación que llevaron a cabo el Centro de Investigaciones Tropicales de la Universidad Veracruzana, el Departamento de Zoología del Instituto Politécnico Nacional y el Centro de Investigación en Biodiversidad y Conservación de Universidad Autónoma del Estado de Morelos en el que se aportó evidencia molecular y morfológica suficiente para declarar una nueva especie de Murciélago Orejón (Vespertilionidae: Corynorhinus) endémico del noreste de México. Los análisis morfológicos mostraron variaciones en el cráneo y la mandíbula asociadas a los linajes y sexo de los especímenes, destacando una diferencia en la forma de la mandíbula entre los especímenes de la Sierra Madre Oriental y el resto de C. mexicanus que también habita el Eje Neovolcánico o la Sierra Madre Occidental.

Murciélago Mula-León Paniagua

Si bien los datos morfológicos de diferenciación entre C. mexicanus y C. leonpaniague son sutiles, los estudios moleculares señalan de forma inequívoca la nueva especie, la cual presenta un menor tamaño del antebrazo en promedio. Otra de las observaciones es que en la mandíbula hay una proyección que sugiere que podría alimentarse de presas más duras que las otras especies. A la fecha del descubrimiento se aseguraba que más estudios sobre su dieta y otros aspectos ecológicos eran indispensables para determinar las diferencias con otras especies del mismo género. Otra razón para considerar esta nueva especie es el número de líneas interfemorales cerca de la cola, ya que esta nueva especie tiene ocho o menos, mientras que el resto de especies tiene diez o más.
La nueva especie fue nombrada en honor a la Dra. Livia Socorro León Paniagua, investigadora y curadora de la Colección Mastozoológica de la Facultad de Ciencias de la UNAM.  
Se considera que, al igual que el resto de Corynorhinus, esta especie se encuentre Casi Amenazada.
Quizás uno de los hallazgos más relevantes del estudio es que la especie de murciélago Corynorhinus mexicanus pueda ser un complejo de especies crípticas (especie polifilética). C. mexicanus sería así una especie compuesta por tres linajes indirectamente relacionados. Los tiempos de divergencia estimados para los linajes sugieren que se originaron por primera vez durante el temprano Plioceno, mientras que el segundo y el tercero compartieron un ancestro común con C. townsendii hace 1,55 millones de años y divergieron hace 600.000 años durante el Pleistoceno medio.